# Chackmore
Chackmore – przysiółek w Anglii, w Buckinghamshire. Leży 2,1 km od miasta Buckingham, 25,5 km od miasta Aylesbury i 84,2 km od Londynu. W latach 1870–1872 miejscowość liczyła 238 mieszkańców.